# František August Brauner
František August Brauner (22. ledna 1810 Litomyšl – 21. června 1880 Roztoky u Prahy) byl český právník a politik.

## Životopis
Studoval gymnázium a jeden rok filozofie v Litomyšli, druhý rok filozofie v Praze a právnickou fakultu ve Vídni. Tam se v něm, hlavně pod vlivem kontaktů s jihoslovanskými studenty, probudilo vlastenecké cítění. Roku 1836, kdy získal doktorský titul, se vrátil do Prahy a přijal místo na c. k. dvorní prokuratuře. Potom několik let působil jako městský radní ve Falknově a soudce ve Vlašimi. Jako právník se zaměřil na problematiku rolnictva a venkova, především zrušení roboty. Roku 1847 vydal německý spis Böhmische Bauernzustände a o rok později český O robotě a vykoupení se z roboty, na jejichž základě získal velkou důvěru rolnictva. Od 1845 byl dopisujícím a od roku 1848 řádným členem c. k. vlastenecko-hospodářské společnosti.

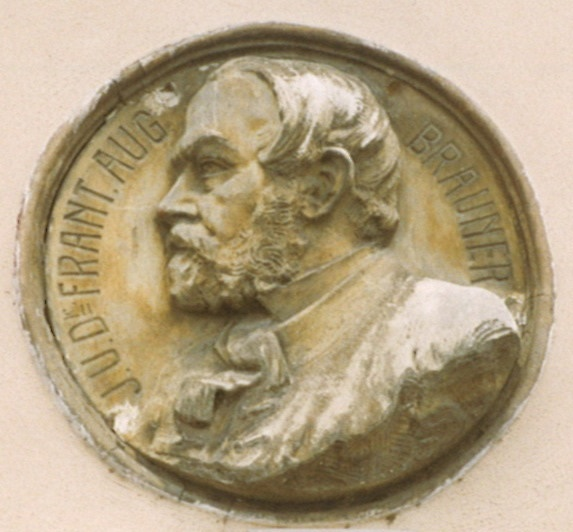
Pamětní deska na domě v Kroměříži, kde bydlel v době konání sněmu v roce 1848

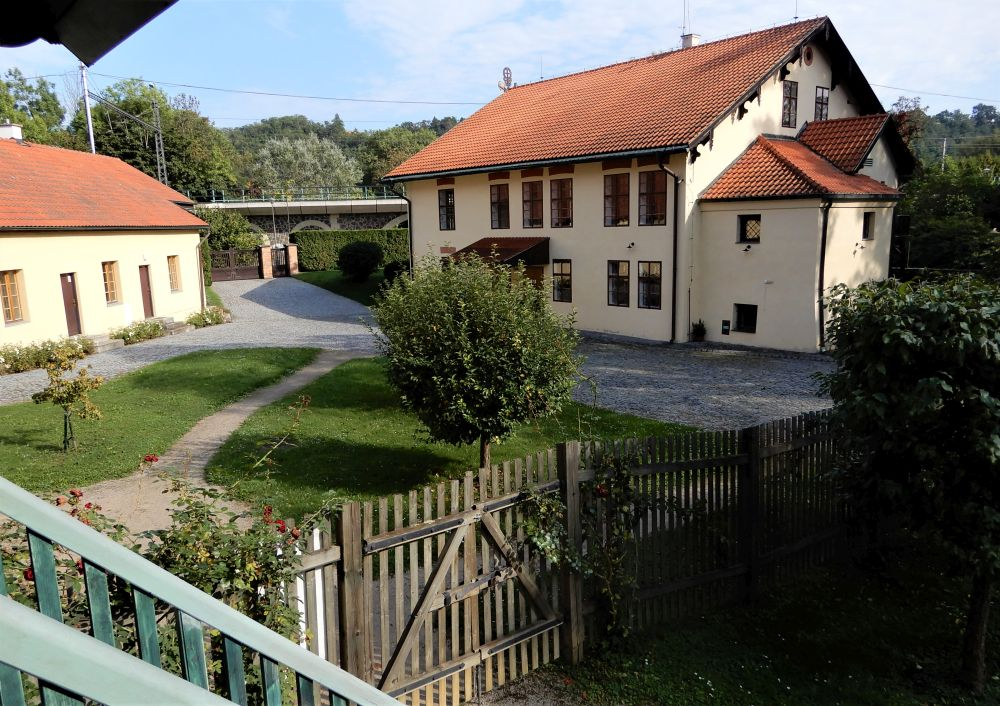
Braunerův mlýn v Roztokách u Prahy (2021)

Během revolučního roku 1848 se zapojil do politiky. Stal se členem pražského obecního zastupitelstva a v zemských volbách byl zvolen za města Falknov a Vlašim. Zemský sněm se ovšem nikdy nesešel. Svými články v časopisech, zaměřenými na venkovské obyvatelstvo, napomáhal k uklidnění situace. Po porážce povstání v Praze byl krátce vězněn, ale 8. srpna jej soud osvobodil. Mezitím byl ve volbách roku 1848 zvolen na rakouský ústavodárný Říšský sněm. Zastupoval volební obvod Přeštice v Čechách. Uvádí se jako doktor práv. Patřil ke sněmovní pravici. Na zasedání sněmu ve Vídni a později v Kroměříži se podílel na vypracování návrhu ústavy pro Čechy (nebyl přijat) a zákona vyvazovacího. Jako člen české pravice se neúspěšně snažil o přebudování Rakouska na federálním základě.
Do politiky se vrátil po roce 1861 činností na Českém zemském sněmu, kde vynikal rozsáhlými znalostmi rolnické a komunální problematiky. V roce 1861 se rovněž stal poslancem Říšské rady, ale mandát nepřevzal v rámci odporu českých, národovecky orientovaných politiků proti nenaplnění českých státoprávních aspirací. Totéž se opakovalo i po zvolení roku 1867 (mandátu byl nakonec zbaven pro absenci roku 1868), roku 1871 (kdy dokonce v několika opakovaných volbách byl zemským sněmem vybrán za poslance Říšské rady a vždy odmítl mandát převzít) i v prvních přímých volbách do Říšské rady roku 1873 (za kurii venkovských obcí Plzeň, Kralovice, Klatovy vyhrával opakovaně volby a mandát nakonec prohlášen za zaniklý). Aktivně se mandátu poslance ujal až po volbách do Říšské rady roku 1879, kdy Češi ukončili politiku pasivní rezistence. Zvolen byl tehdy opět za kurii venkovských obcí, obvod Plzeň, Kralovice atd. Poslancem byl až do své smrti roku 1880.
Po volbách v roce 1879 se na Říšské radě připojil k Českému klubu (jednotné parlamentní zastoupení, do kterého se sdružili staročeši, mladočeši, česká konzervativní šlechta a moravští národní poslanci).
V roce 1864 byl zvolen za člena smíchovského okresního zastupitelstva. Roku 1866 doprovázel české korunovační klenoty do Vídně, kam byly ukryty před pruským vpádem. Téhož roku vyjednával o odpuštění vysoké kontribuce, kterou mělo mocnářství zaplatit kvůli útoku terezínské posádky na pruské pozice. O rok později navštívil v rámci české delegace etnografickou výstavu v Moskvě. V srpnu 1868 patřil mezi 81 signatářů státoprávní deklarace českých poslanců, v níž česká politická reprezentace odmítla centralistické směřování státu a hájila české státní právo.
26. ledna 1870 byl zvolen za pražského purkmistra, ale vídeňská vláda jeho volbu nepřijala (funkci dostal o měsíc později František Dittrich).
V 70. letech onemocněl, ale s velkým vypětím pokračoval v politické i advokátní práci. Zemřel ve své vile (dnes nazývané Braunerův mlýn) v Roztokách. Pohřben je na Vyšehradském hřbitově.

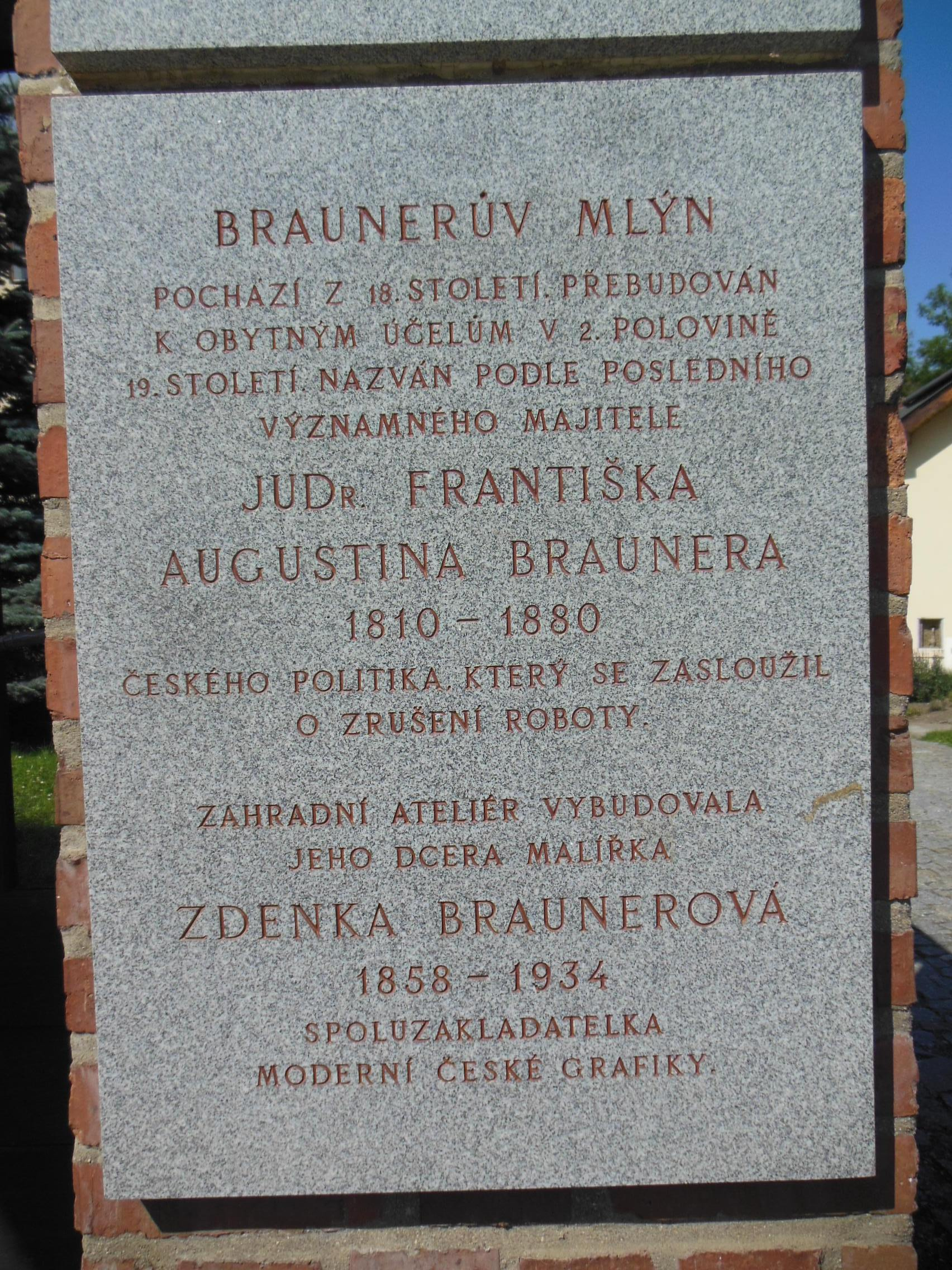
Pamětní deska na bráně Braunerova mlýna neoprávněně připisující Braunerovi zásluhu

František Brauner byl ve své době jedním z nejvýznamnějších českých politiků. Popularitou se blížil Riegrovi, ale na rozdíl od něj se zaměřil hlavně na venkov. Praktickými kroky prosazoval demokratické zásady a usiloval o sblížení slovanských národů v Rakousku, ale kvůli nepřízni doby (Bachův absolutismus 1849–1861) nedosáhl velkých výsledků. Do aktivní politiky se vrátil až na sklonku svých sil. V roce 1887 mu byla odhalena pamětní deska na rodném domě.

## Rodina
S manželkou Augustou, dcerou profesora pražské techniky Karla Augusta Neumanna, měl čtyři děti. Nejstarší Vladimír převzal po otci právní kancelář, druhorozená Anna se provdala za spisovatele Élémira Bourgese, syn Bohuslav se stal chemikem a nejmladší Zdenka se proslavila jako malířka. Jeho vnučka Jára Braunerová se provdala za francouzského generála a náčelníka československého Hlavního štábu branné moci Maurice Pellé. Pravnuk Vladimír Hellmuth-Brauner byl literárním historikem.

### Společenský salón
Augusta Braunerová (1817–1890) vedla od 60. let až téměř do své smrti v Praze společenský salón, a to na nároží Nových alejí a Perštýna v klasicistním Braunerově domě čp. 342/I. V přízemí jejich domu byla známá literární kavárna Union, takže kolemjdoucích hostů bylo vždycky dost. Rodina Braunerů dům opustila roku 1885, ten po dílčích přestavbách padl roku 1965 za oběť novostavbě Nakladatelství Albatros.